# Leticia, Kolumbija
Leticia je glavno mesto departmaja Amazonas in najjužnejše mesto v Republiki Kolumbiji. Leži 96 metrov nad morjem in je eno večjih pristanišč ob reki Amazonki. Povprečna temperatura mesta je 27 °C. Preko tega mesta ob levem bregu Amazonke z okoli 33,000 prebivalci Kolumbijci uvažajo tropske ribe, ki jih nato prodajajo kot hišne ljubljenčke. Nahaja se na območju tromeje med Kolumbijo, Perujem in Brazilijo, ki mu domačini pravijo »Tres Fronteras« (sl. Tri meje). 